# Liste der Monuments historiques in Hilsprich
Die Liste der Monuments historiques in Hilsprich führt die Monuments historiques in der französischen Gemeinde Hilsprich auf.

## Liste der Objekte
| Bezeichnung                | Beschreibung | Standort                       | Kennzeichnung | Schutzstatus | Datum | Bild |
| -------------------------- | --- | ------------------------------ | ------------- | ------------ | ----- | ---- |
| Skulptur Heiliger Wendelin | Holz, farbig gefasst, 18. Jahrhundert                                                                                 | in der Kirche Ste-Croix (Lage) | PM57001018    | Inscrit      | 1990  |      |
| Skulptur Heilige Brigitta  | Holz, farbig gefasst, 18. Jahrhundert                                                                                 | in der Kirche Ste-Croix (Lage) | PM57001017    | Inscrit      | 1990  |      |
| Hauptaltar                 | Altartisch mit Altaraufbau und Tabernakel; Holz, farbig gefasst, versilbert und vergoldet, Mitte des 18. Jahrhunderts | in der Kirche Ste-Croix (Lage) | PM57000098    | Classé       | 1985  |      |